# Ko nebo zažari
Ko nebo zažari je vojni in partizanski roman Vladimira Kavčiča iz leta 1984. 1985 je zanj prejel Kajuhovo nagrado.

## Vsebina
Roman Ko nebo zažari govori o vojni, partizanih in predvsem o mladih ljudeh, ki preživljajo čas vojne. V vsebinskem in časovnem pogledu je roman nadaljevanje pisateljeve trilogije o vojnem času z naslovom Žrtve. Roman je pisatelj zasnoval na dilemah ob bližajočem se koncu vojne. Partizanska zmaga maja 1945 je pomenila dokončno zadoščenje vsem, ki so vztrajali v osvobodilnem boju, in poraz za vse tiste, ki so se mu izneverili.  
V romanu se pojavljajo isti ljudje (Dušan, Skalar in Bardač) in enake situacije kot v prejšnjih treh knjigah, razen aktivistov, ki so že padli, npr. Gradišarjev Peter-Gad, ki je v prvih treh delih bil skoraj glavna oseba: iz čisto preprostega kmečkega fanta je postal nasilen likvidator, ki so ga partizani morali sami likvidirati. (Šifrer 1985: 73–74)
»Pisatelj prikazuje dogodke, ki se dogajajo v zadnjem vojnem letu, a na dnu  njegovega fabuliranja, zadržuje se grozljivo spoznanje o tem, kako so se v teh nekaj letih okupacije, upora in revolucije zamešali medčloveški odnosi in se hkrati tudi razžarjali do vsake skrajnosti.«  Od mirnega življenja v dolini, ni ostalo nič več. (Šifrer 1985: 74)
Ena od glavnih oseb v pripovedi je Miroslav. Njegov oče je bolan, v bolnišnici so mu operirali želodec in ledvice, a zdravje se mu noče obrniti na bolje. Med glavne osebe lahko uvrstimo tudi Aleksandra, enega izmed najmlajših partizanov. Ima mamo ter starega očeta, ki je v bolnišnici. Tini omeni, da si ne želi več živeti, čeprav ga je vodnik pohvalil pred drugimi. Ona ga tolaži, da bodo po vojni vsi pozabili to obdobje, da ima še vse življenje pred seboj. Pisatelj posveča pozornost tudi mlademu Bregarjevemu Miroslavu iz Potokov. Občudoval je partizane in njihov pogumni boj za svobodo. Ob partizanu stricu Tonetu se razvija v pravega borca. Partizani so s Cerkljanskega odrinili zgodaj zjutraj s Tomažem, ki je bil vodja skupine. Bil je brezskrben, brigade so začele pohod proti Gorici, vojne bo zdaj zdaj konec. 
Miroslav ne ve, kaj bi po vojni s svojim življenjem. Preživeli mu želijo, da ostane dobra oseba.

## Komentarji in kritike
Roman je nadaljevanje trilogije Žrtve, tj. četrta Kavčičeva knjiga o dogodkih med drugo svetovno vojno v Poljanski dolini. Nejasne ostanejo usode Kolarjevih bratov, Ivana in domobranskega komandirja Mirka, ki sta na koncu odšla vsak v svojo smer. (Šifrer 1988: 73)
Gre za enega izmed najobsežnejših domačih tekstov o 2. svetovni vojni. "Vsekakor smo dobili Slovenci po obsegu vsaj tri veleromane na vojno temo: roman Kranjca Za svetlimi obzorji (4 knjige), roman T. Svetine Ukana (3. knjige, nato še 4. in 5., vendar se v zadnjih dveh dogajanje že prevesi v povojni čas) in roman V. Kavčiča Žrtve (3 knjige z dodatnim nadaljevalnim romanom Ko nebo zažari)." (Dolgan 1963: 866)
"V romanu Ko nebo zažari (1986) je vojna zgodba dopolnjena z obdobjem do poletja 1945, ko se vsakršna razklanost med ljudmi nadaljuje v novih okoliščinah. Marjan Dolgan v obsežni primerjalni analizi treh vojnih romanov (Kranjčevega, Svetinovega in Kavčičevega) Kavčičev roman, napisan v klasični psihološkorealistični izvedbi, imenuje »literarizacija historije« (Slovenska vojna proza, 1988, 279)." (Glušič 2002: 209)
Kavčičev roman opisuje pot do svobode in sklene krog, ki se je odprl s pričetkom vojne na nasilen in nepričakovan način. Vsakdo je postavljen  pred preizkušnje, po njih se mu spremeni pogled na življenje. (Gaborovič 1984: 210–211)

## O romanu
- France Vurnik. Vladimir Kavčič. Sodobnost 46/10 (1963). dLib
- Marjeta Novak. Nova besedila o preteklostiin pogledih na sodobni čas. Delo. 27. 1. 1984. 6. dLib
- Nada Gaborovič. Borec. 1985. 3/4. 210–211. cobiss
- M. N. Podelili letošnje Kahujove nagrade za umetniška in zgodovinopisna dela. Delo. 23. 2. 1985. 5. dLib
- Jože Šifrer. Globinska podoba vojne in revolucije. Delo. 16. 5. 1985. 8. dLib; tudi v Pisatelji in knjige (1988).
- Miha Naglič. Po ljudeh gor, po ljudeh gor. Gorenjski glas. 23. 10. 1985. 32. dLib
- Igor Kavčič. Politika ne more izčrpati ustvarjalnih dimenzij, ki jih človek nosi v sebi. Gorenjski glas. 16. 3. 2001. 16. dLib
- Marija Stanonik. Od vsega začetka sem svet razumel kot izredno kompleksen in protisloven. Loški razgledi 61 (2014). 14. dLib
- Marija Stanonik. Tih spomin vsem žrtvam boja: diferenciacija in interference v slovenskem pesnjenju med drugo svetovno vojno 1941–1945. Založba ZRC, ZRC SAZU, 2016. dLib
- Helga Glušič: Slovenska pripovedna proza v drugi polovici dvajestega stoletja. Ljubljana: Slovenska matica, 2002.
- Andrijan Lah: France Bernik in Marjan Dolgan: Slovenska vojna proza. Sodobnost 36/8–9 (1963). 865–867. dLiB
- Miha Naglič. Žirovski občasnik  8/11–12 (1987).  151–152.